# Аширов, Курбанназар Аманмурадович
Курбанназар Аманмурадович Аширов (туркм. Gurbannazar Aşyrow, род. 1974, Ашхабад, Туркменская ССР, СССР) — туркменский государственный деятель.

## Биография
Родился в 1974 году в Ашхабаде.
В 1995 году окончил Туркменский государственный университет, получив специальность «физик».
После окончания вуза непродолжительное время работал младшим научным сотрудником Института математики и компьютерных технологий. 
В 1995-1998 годах работал в 10-м дорожно-эксплуатационном отделе Государственного концерна «Туркменавтоеллары» («Туркменские дороги») в качестве делопроизводителя, техника и главного инженера. 
В 1998-2005 годах находился на службе в органах Кабинета министров Туркмении: консультантом отдела транспорта и связи; заведующим отделом Государственной комиссии по чрезвычайным ситуациям и гражданской обороне; заведующим отдела транспорта и связи Кабинета министров (2000-2005).
25.08.2005 — 23.02.2007 — начальник Управления «Туркмендениздеряеллары» (Туркменское морское и речное пароходство).
23.02.2007 — 14.04.2008 — заместитель Председателя Кабинета министров Туркменистана. Аширов вошёл в состав первого правительства Туркмении, сформированного Гурбангулы Бердымухамедовым в качестве президента страны. В статусе вице-премьера Аширов отвечал за вопросы транспорта и связи. При назначении на К. О. Аширова также были возложены обязанности по контролю за деятельностью министерств строительства и промышленности строительных материалов; энергетики и промышленности; предприятием по производству химических удобрений — акционерным обществом «Туркмендокун». Осуществлял координацию работ по строительству автомобильной дороги между городами Ашхабад и Дашогуз, развитию Транскаракумской железной дороги. 8 июня 2007 года получил выговор президента Бердымухамедова за «за ослабление контроля в курируемых отраслях и подведомственных министерствах». С 28 ноября 2007 года назначен куратором Дашогузского велаята. Также с февраля 2007 года занимал пост заместителя Председателя и исполнительного директора Государственного фонда по развитию транспорта и связи Туркменистана. 
После выступления 14 апреля 2008 года на заседании Кабинета министров председателя Высшей контрольной палаты Туркменистана Тувакмамеда Джапарова, указавшего в своём отчёте на низкое качество услуг сотовой связи в стране, невыполнение государственных программ в части обеспечения населения мобильными телефонами, низкое качество и недостаточное количество таксофонов в Туркмении, Аширов, как вице-премьер, курировавший в стране развитие связи, был уволен со всех должностей «за серьёзные недостатки, допущенные в работе».